# Moringa oleifera
Moringa oleifera é uma planta da família Moringaceae, mais conhecidas simplesmente por moringas, ainda que seja também vulgarmente designada como acácia-branca, árvore-rabanete-de-cavalo, cedro, moringueiro e quiabo-de-quina. Em Cabo Verde é conhecida como akásia-branka; em Timor, como morangue e na Índia como moxingo. É a espécie do seu género mais cultivada. As folhas e vagens são utilizadas na alimentação humana. A árvore em si não é muito robusta, mas desenvolve ramos que crescem até cerca de 10 m de comprimento, podendo a planta alcançar 12 metros de altura. Sua principal riqueza está no altíssimo valor nutricional das suas folhas e frutos.

## Descrição
A espécie Moringa oleifera possui folhas compostas que apresentam filotaxia alterna. As flores são zigomorfas, possuem um único pistilo, seu tamanho varia entre 2 e 3cm, exibem a coloração que varia do branco ao amarelo pálido, as sépalas, por sua vez, estão dispostas em um único verticilo. O ovário é súpero e unilocular, possui apenas um único óvulo e o gineceu é tricarpelar. Suas anteras se abrem longitudinalmente. As folhas são tripinadas. As flores são amarelo-pálidas e relativamente grandes. A sua polinização é efetuada por pássaros e insetos. Os frutos são vagem cápsulas piramidais arredondadas, com sementes com três asas equidistantes. A vagem possui em média 30 cm e é indescente, ou seja, não se abre quando atinge a maturação. Divisão: Anthophyta. Classe: Magnoliopsida. Subclasse: Dillenidae. Ordem: Capparidales. Família: Moringaceae. Gênero: Moringa Espécie: Moringa oleífera.

## Cultivo
Cresce principalmente em áreas semi-áridas tropicais e subtropicais. Sendo o seu habitat preferencial o solo seco e arenoso, tolera solos pobres, como em áreas costeiras. Suas mudas são obtidas através de semeadura ou estaquia de ramos com mais de 20 cm. No cultivo em larga escala, seu tronco é submetido a podas regulares de forma que sua altura não ultrapasse cerca de um metro e meio, visando facilitar a colheita das folhas.
Seu crescimento é extremamente rápido, atingindo o porte arbóreo já nos primeiros meses após a semeadura. A produção de sementes se inicia no primeiro ano.
Aparentemente, é nativa dos sopés montanhosos meridionais dos Himalaias (Noroeste da Índia). Hoje, o seu cultivo estende-se a África, à América Central e América do Sul, Sri Lanka, Índia, México, Malásia e nas Filipinas.
O nordeste da África é o centro de diversidade da família, com nove espécies.

## Utilizações
Considerada como uma das árvores cultivadas mais úteis para o ser humano, praticamente todas as suas partes podem ser utilizadas para diversos fins. Nos trópicos, a sua folhagem é usada como forragem para animais. As suas sementes, oleosas, são utilizadas para a produção do óleo de ben (ou bem), rico em ácido beénico, usado em pintura artística. Flores têm um aroma muito delicado e são usadas para produzir produtos cosméticos. A madeira é usada na produção de papel e de fibras têxteis. As raízes são consideradas abortivas. Quando reproduzida através da técnica de estaquia, produz raízes capazes de conter a erosão dos solos.
Com as deficiências alimentares hoje em dia, a busca de complementos alimentares traz uma alternativa viável a uma alimentação saudável, que supra todas as necessidades diárias do ser humano. Entretanto, muito desses suplementos alimentares podem trazer danos ou possuem alguma limitação em relação ao uso. Uma alternativa vista para minimizar as deficiências alimentares, seria um alimento com uma quantidade grande de vitaminas e minerais, que são essenciais no dia-a-dia. Um exemplo dessa “super” alimentação seria a moringa oleífera, que em suas variedades suprem a alimentação e até mesmo a sobrevivência de povos (principalmente os africanos saarianos). Essa planta contém dessas substâncias essenciais como vitamina A, vitamina C, proteína, potássio, cálcio, ferro, entre outros. As folhas de Moringa oleífera são conhecidas pela sua alta concentração de minerais, dentre eles o cálcio e o ferro, que são vitais para o organismo humano, e sua deficiência gera enfermidades graves como a anemia e osteoporose. Em sua maioria o complemento e suplemento de cálcio, é usado para suprir deficiências como osteoporose, pressão alta e também no reparo de fraturas ósseas que são causadas pela hipocalcemia, e o complemento e suplemento de ferro na alimentação evita a anemia ferropriva é utilizada também como antídoto (contra centopeias, escorpiões e aranhas) bactericida, diurético, estrogênica, expectorante, purgativo, estimulante, tônico e vermífugo.
Noutras partes do mundo, farmacêuticos já utilizam as folhas do vegetal, no aproveitamento terapêutico de folhas da planta e produzem xaropes, cápsulas e medicamentos essenciais, além de ajudar no tratamento de mazelas associadas ao HIV/SIDA, tuberculose, anemia, dentre outras associadas a várias enfermidades.
No Brasil, é conhecida no Estado do Maranhão desde 1950 e usada como planta ornamental, tendo em vista o desconhecimento do seu uso como hortaliça.
Possui também ação de coagulante, ajudando assim no tratamento de água poluída, e ainda pode ser utilizada no desenvolvimento de remédios, entre outros setores.

## Valor nutricional

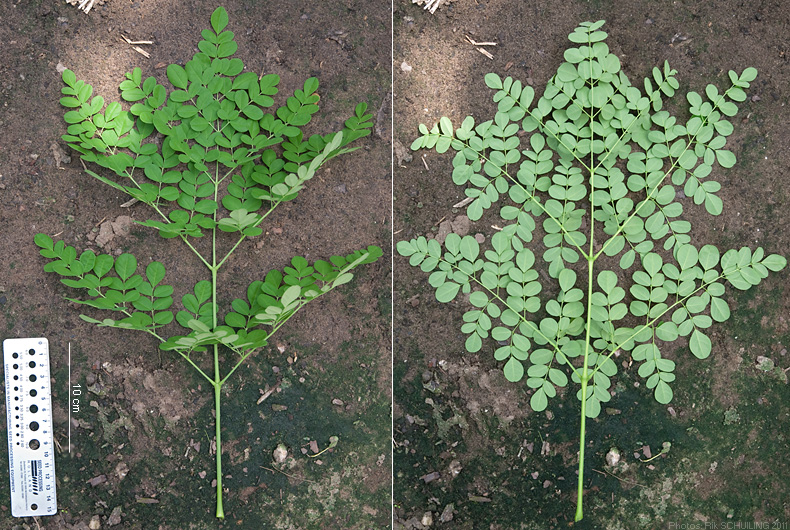
Superfície superior e inferior da folha tripinnata da árvore da coxinha (estufa Universidade de Wageningen, Holanda junho de 2011).

A Moringa oleifera contêm mais de 92 nutrientes e 46 tipos de antioxidantes, além de 36 substâncias anti-inflamatórias e 18 aminoácidos, inclusive os 9 aminoácidos essenciais que não são fabricados pelo corpo humano. As folhas frescas contêm nutrientes na seguinte proporção:
sete vezes mais vitamina C que a laranja; dezessete vezes mais cálcio que o leite; dez vezes mais vitamina A que a cenoura; quinze vezes mais potássio que a banana; duas vezes mais proteína que o leite (cerca de 27% de proteína, equivalente à carne do boi); vinte e cinco vezes mais ferro que o espinafre; vitaminas presentes: A, B (tiamina, riboflavina, niacina), C, E, e betacaroteno. Minerais presentes: Cromo, Cobre, Fósforo, Ferro, Magnésio, Manganês, Potássio, Selênio e Zinco.